# Giardino zoologico

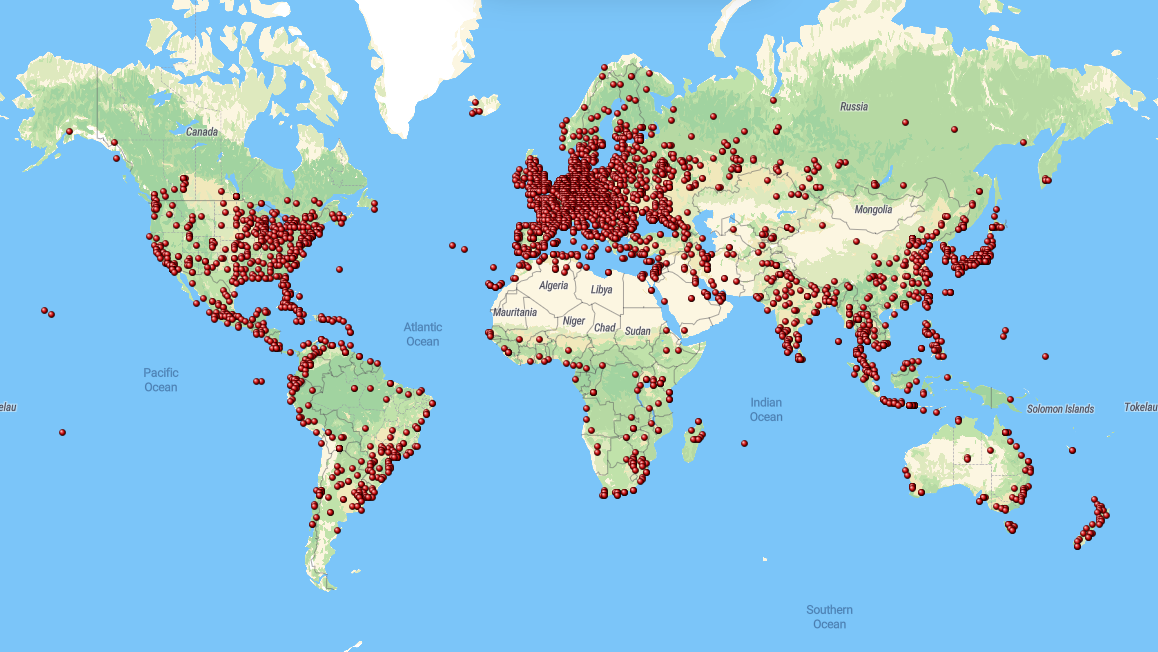
Mappa degli zoo nel mondo

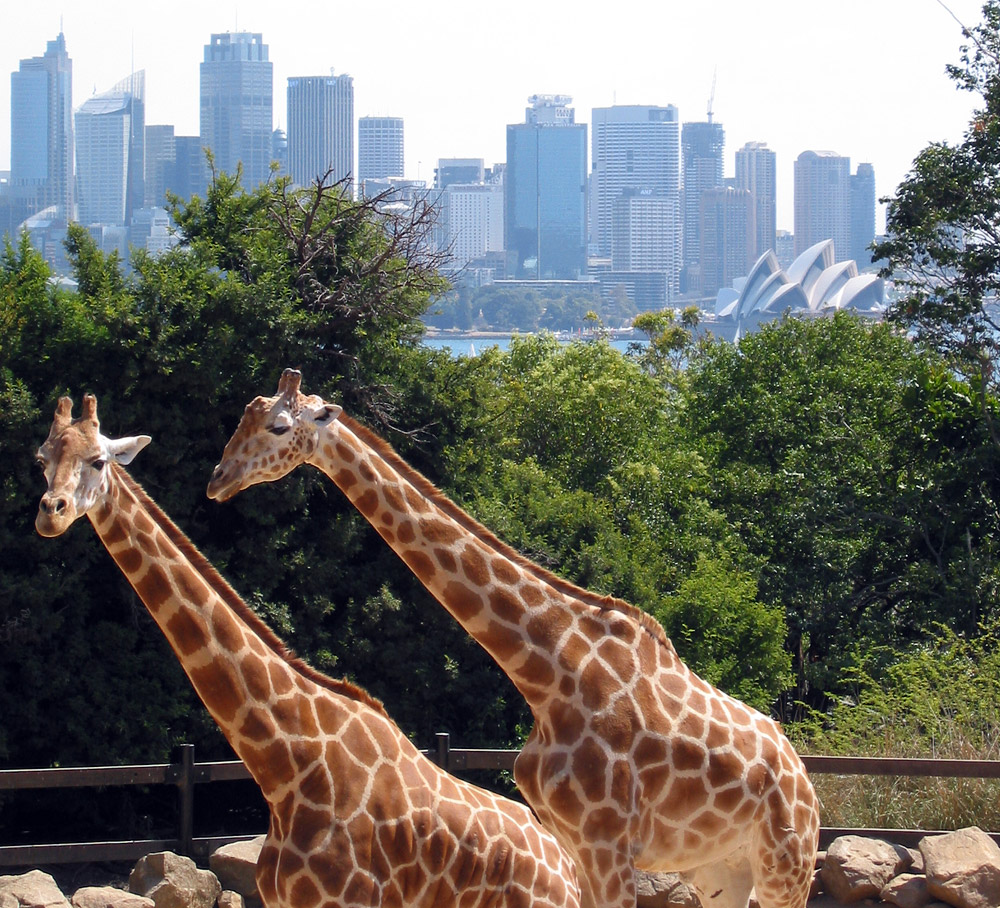
Giraffe al Taronga Zoo di Sydney, Australia

Il giardino zoologico o parco zoologico, più comunemente chiamato zoo, è il luogo dove vengono esposti al pubblico animali esotici. Generalmente sono considerati luoghi ricreativi, specialmente per le famiglie, ma essi svolgono anche una funzione nel campo dell'educazione naturalistica e ambientale e nella conservazione della biodiversità.
Gli animali all'interno di uno zoo vivono in recinti che spesso tentano di replicare il loro habitat naturale o modelli di comportamento, a beneficio degli animali e dei visitatori. Animali notturni sono spesso ospitati in strutture apposite con un ciclo giorno-notte invertito in modo da renderli vigili durante le ore di apertura del parco. Alcune condizioni climatiche speciali vengono realizzate per animali che vivono in ambienti con climi estremi, ad esempio per animali del circolo polare, nonché gabbie speciali per uccelli, insetti, rettili, pesci e altri animali acquatici. Alcuni zoo, infine, hanno percorsi che permettono ai visitatori di attraversare i recinti e venire a contatto con specie animali non aggressive.

## Etimologia
Il termine giardino zoologico deriva dal nome della disciplina delle scienze naturali che studia gli animali, la zoologia, dal greco ζῶον (zôon: «animale») e λόγος (lògos: «studio», «scienza»). Lo zoo di Londra è stato il primo a definirsi "ménagerie" (zoo) o zoological garden (giardino zoologico) e ad usare l'abbreviazione zoo.
Si va affermando ultimamente il termine bioparco, con cui si indica un particolare parco zoologico che è gestito con criteri che mirano a conservare una risorsa naturale, cioè un lembo di territorio o un gruppo di animali a rischio di estinzione. A tale scopo generalmente si affiancano attività di ricerca, di educazione per i visitatori e di liberazione di animali per rinvigorire le popolazioni selvatiche.

## Storia

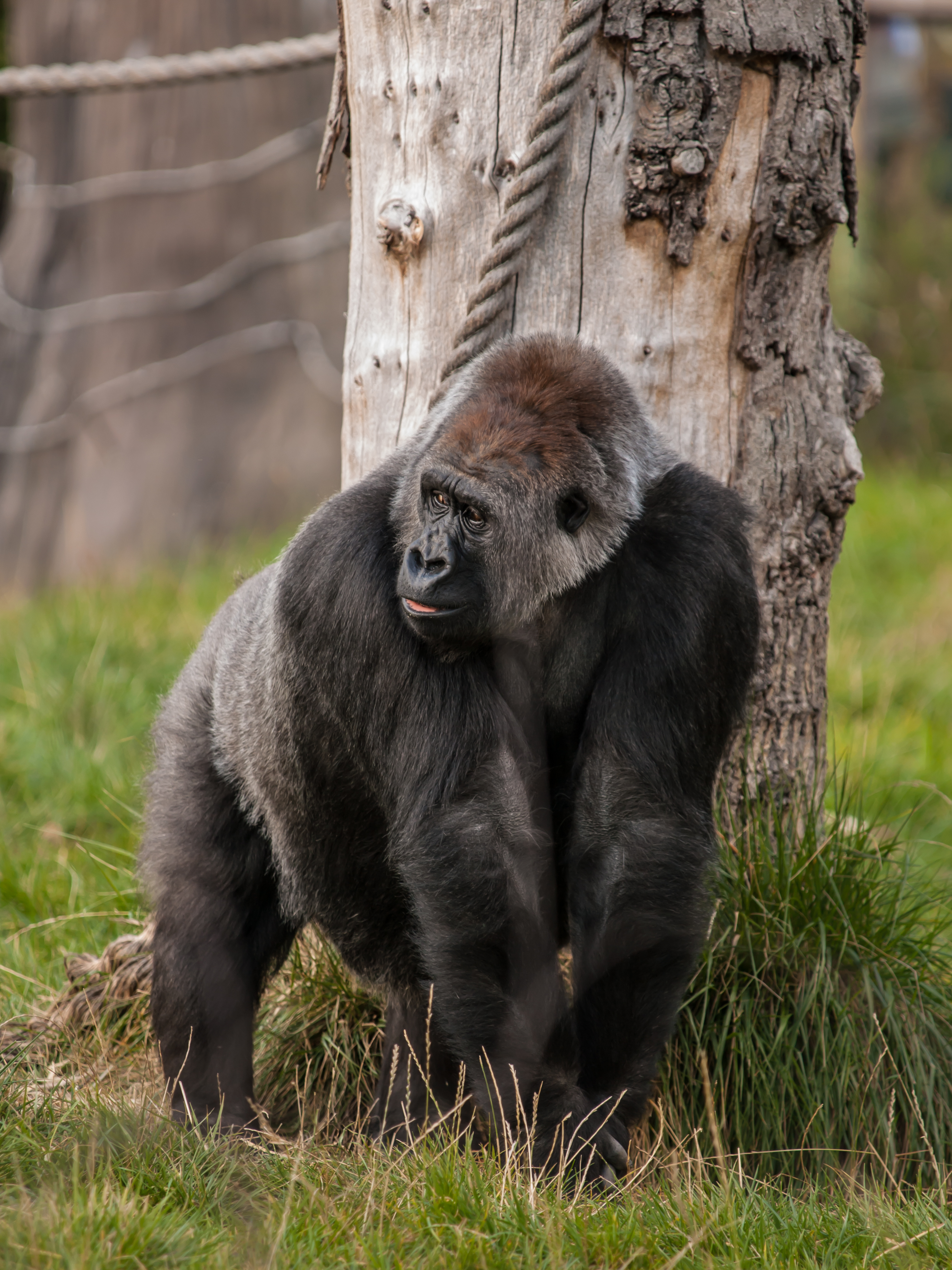
Esemplare di gorilla dello zoo di Londra

Gli zoo costituiscono l'evoluzione moderna delle ménageries, raccolte di animali, disposte soprattutto in parchi privati di nobili e persone facoltose.
Il primo moderno zoo del mondo ancora esistente è il Tiergarten Schönbrunn a Vienna, fondato nel 1752 da Francesco Giuseppe I, aperto al pubblico nel 1779 mentre lo zoo di Londra è il più antico zoo destinato ad uso scientifico, inaugurato nel 1828. Amsterdam 1838, Filadelfia 1874.
Il più antico zoo italiano è il Giardino Zoologico di Roma (oggi Bioparco di Roma), aperto al pubblico nel 1911.

## Tipologie
I parchi zoologici si possono distinguere sulla base delle attrazioni che offrono ai visitatori.

### Parco immersivo
È uno zoo tradizionale che si ispira al concetto di zoo-immersione in cui le specie animali sono ospitate in recinti che replicano il bioma di origine. I visitatori attraversano il parco a piedi su dei percorsi appositi da cui possono osservare senza venire a contatto con gli animali. Possono essere presenti guide didattiche o pannelli che illustrano le caratteristiche degli animali e dell'ambiente, nonché altre attrazioni, ristoranti, negozi, ecc. Questo approccio fu sperimentato per la prima volta da Carl Hagenbeck nel 1908 a Stellingen (Amburgo) e nel 1910 a Roma.

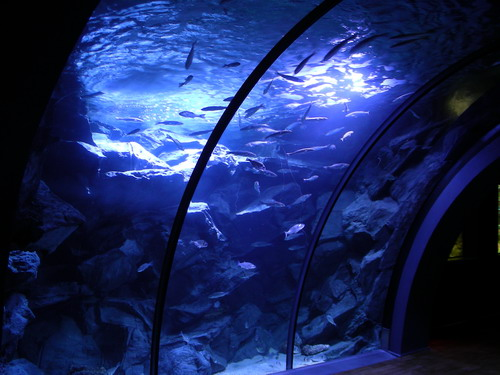
Vasca a ponte nell'Acquario civico di Milano

### Acquario
Un particolare parco zoologico che ospita principalmente animali e forme di vita acquatica. Gli animali sono ospitati all'interno di vasche riempite d'acqua in cui viene ricreato un habitat marino (sabbia, rocce, alghe, coralli). In un acquario i visitatori si spostano su un percorso buio e osservano gli animali attraverso i vetri laterali. Se però è possibile assistere anche a spettacoli acquatici realizzati da animali addomesticati (per esempio delfini) si può anche trattare di una combinazione con un parco a tema.

### Zoo safari

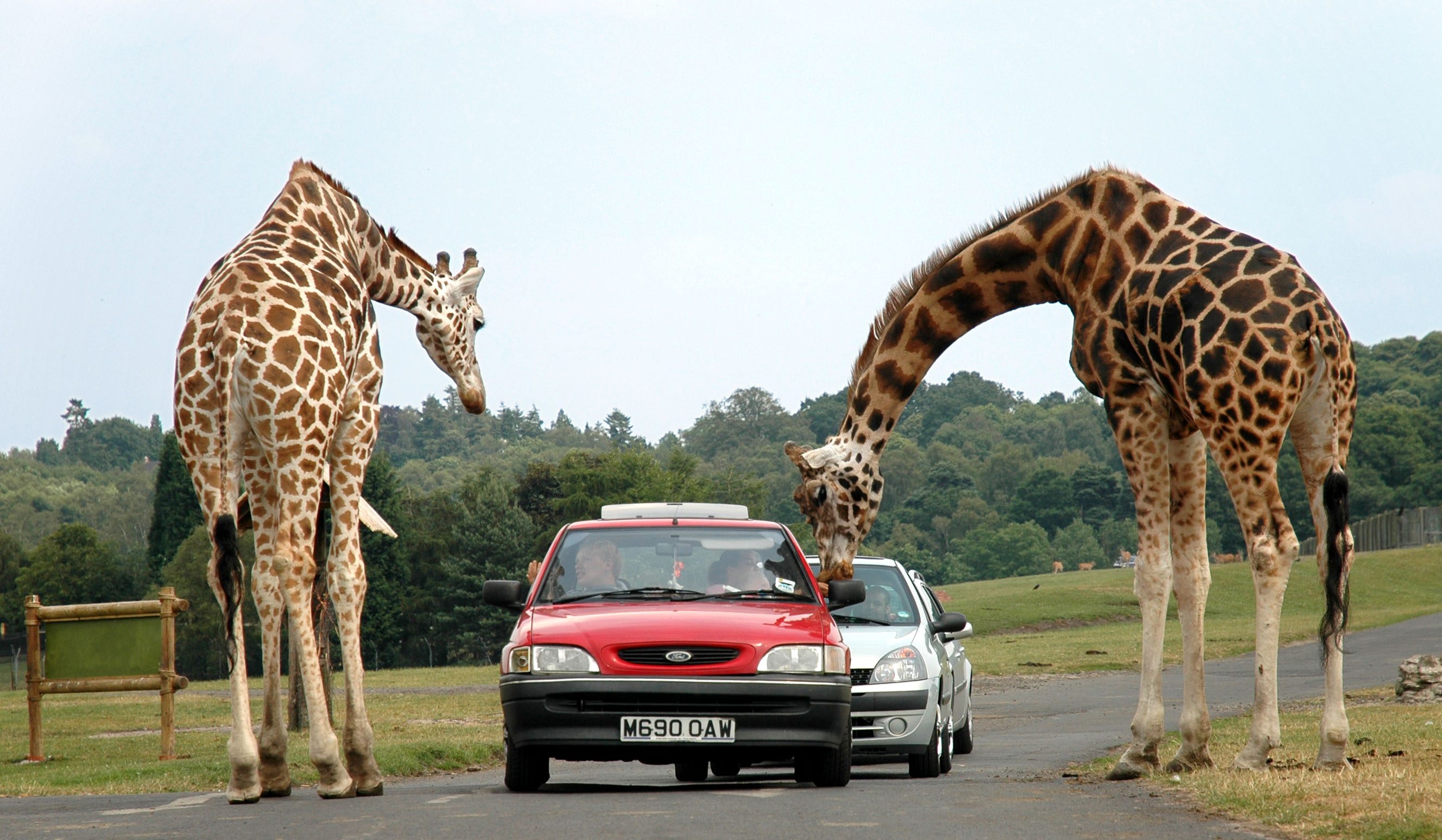
Giraffe nel West Midland Safari Park a Worcestershire, Inghilterra

Noti anche come parchi safari, tengono gli animali in zone esterne più estese rispetto agli zoo tradizionali e permettono ai visitatori di guidarci attraverso e venire in prossimità degli animali. Sebbene non sia consentito scendere dalla macchina, a volte è permesso nutrire gli animali nei recinti attraverso i finestrini dell'auto. Gli animali sono, in alcuni casi, rinchiusi da fossati o cancelli, come ad esempio per gli elefanti o gli ippopotami e sono presenti numerosi addetti che vigilano su di essi. Parchi del genere si ispirano ai safari fotografici africani, viaggi a bordo di vetture allo scopo di avvistare animali selvatici.

### Fattoria didattica
Non molto diffusi in Italia, si tratta di zoo-fattorie che combinano animali domestici ad animali selvatici docili abbastanza da farsi toccare e nutrire dai visitatori. Il cibo per il benessere degli animali è fornito dallo zoo stesso oppure da distributori o chioschi presenti. Tale tipologia di zoo può anche essere inclusa negli zoo tradizionali ed è indirizzata specialmente ai bambini e in generale a scolaresche delle scuole dell'infanzia o primarie. Per le giovani generazioni che vivono in città e metropoli, queste fattorie didattiche costituiscono un'opportunità per osservare e conoscere dal vivo le specie animali, che altrimenti conoscerebbero solamente da immagini dei media o illustrazioni librarie.

### Parco a tema

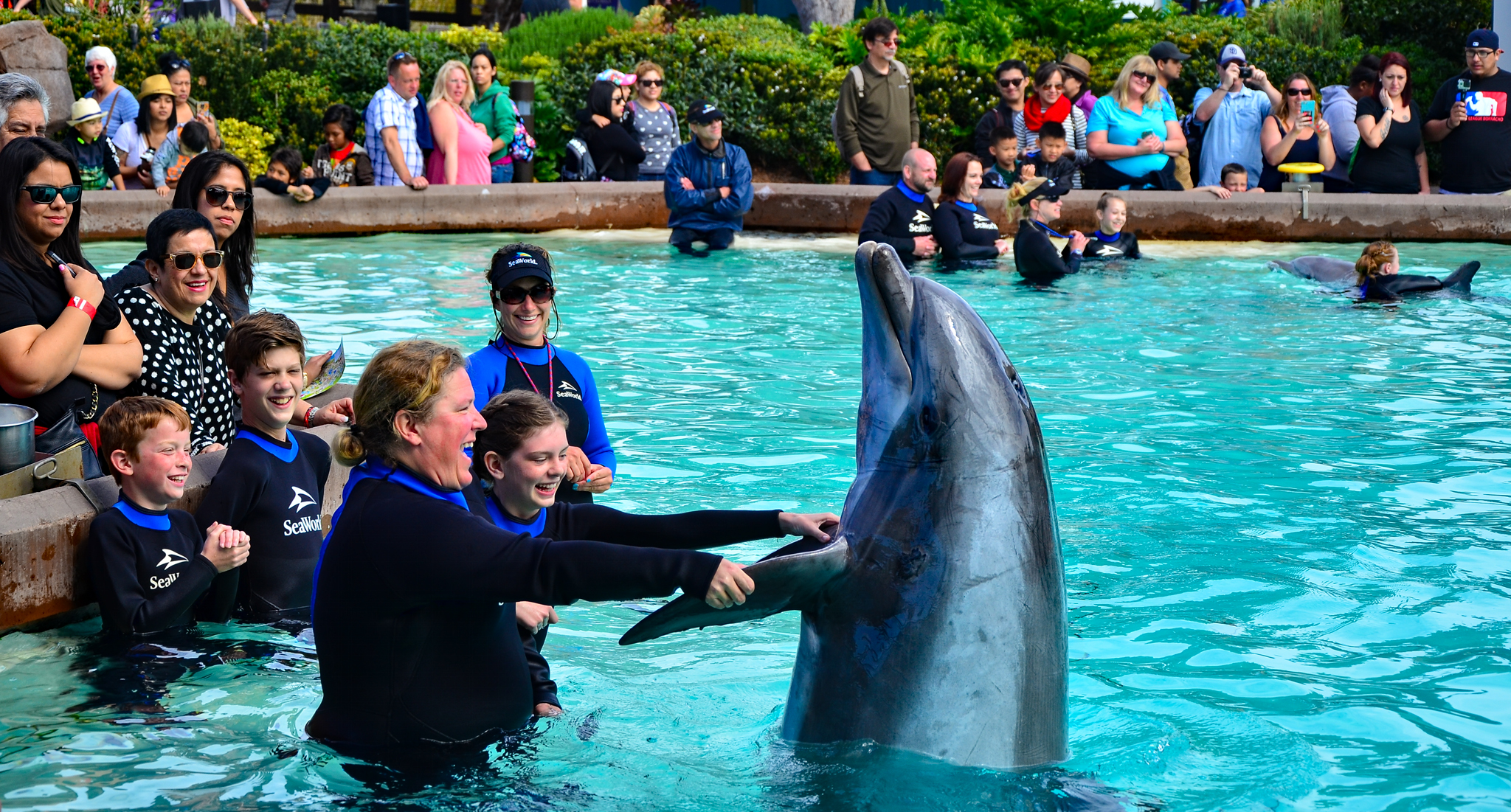
Delfinario dello zoo di San Diego

È la combinazione di un parco zoologico con un parco divertimenti per intrattenimento o per scopi commerciali. Classico esempio sono gli acquari in cui è possibile assistere a spettacoli acquatici, come ad esempio i delfinari. Ma esistono anche altri tipi di zoo che possono considerarsi parchi a tema zoologico con spettacoli di animali addomesticati, musei zoologici o con attrazioni da tipico parco divertimenti, come ottovolanti o ruote panoramiche.

## Controversie

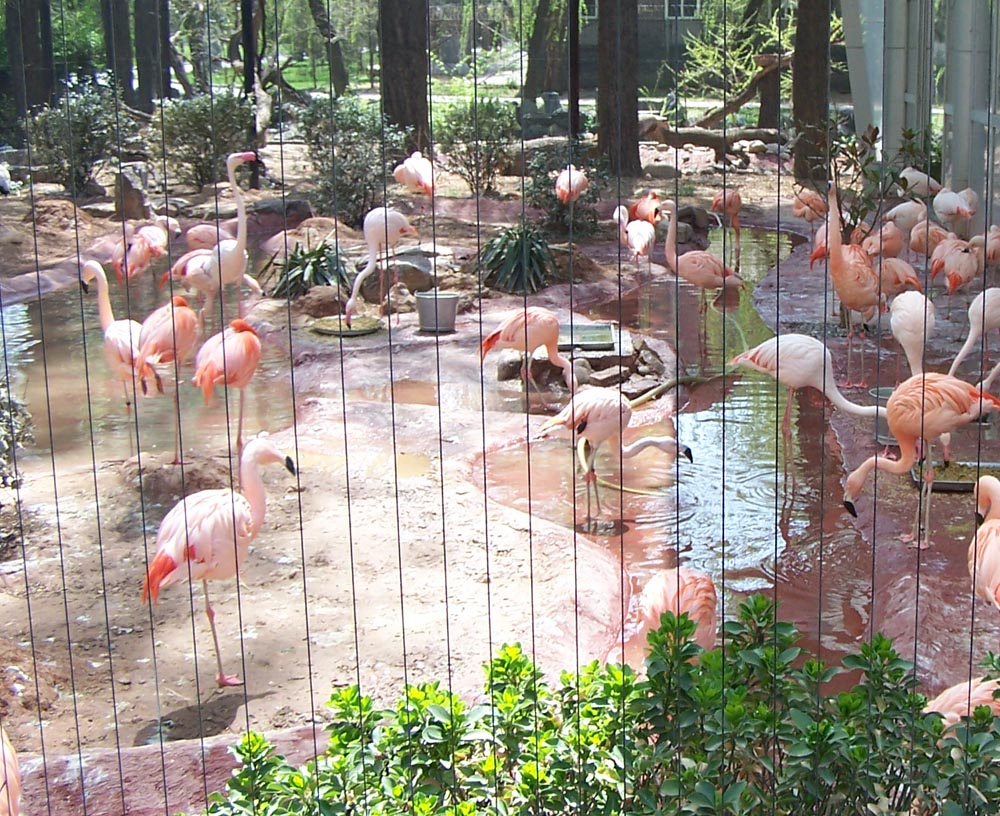
Fenicotteri ospitati nello zoo di Pechino

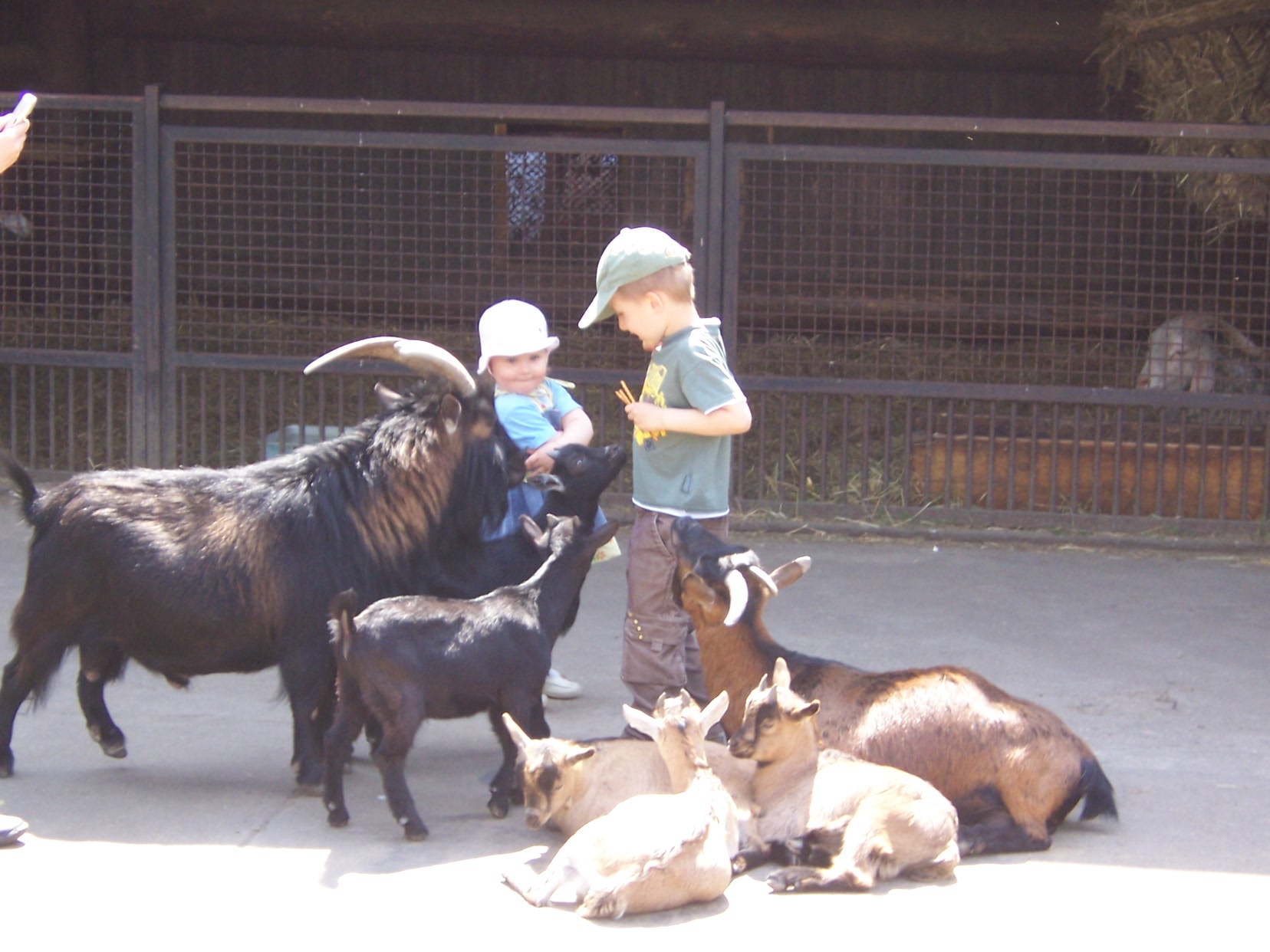
Caprette nane e bambini in una fattoria didattica

Aspetti controversi sull'utilità degli zoo vengono discussi da tempo da zoologi, etologi, psicologi, pedagoghi ecc. in particolare viene contestata l'evidente cattività in cui vengono reclusi gli animali lontano dal proprio habitat e clima; cattività che si presta a un dubbio esempio pedagogico; in merito alla tutela di esemplari a rischio di estinzione, sono veramente pochi e non giustificano affatto la stragrande maggioranza degli altri reclusi; sussistono dubbi in merito alla possibile diffusione di malattie zoonotiche.
I giardini zoologici sono da sempre contestati dalle associazioni animaliste per numerosi motivi:
- primo fra tutti le cattive condizioni di cattività degli animali in una parte degli zoo
- e inoltre perché ritengono la detenzione degli animali eticamente sbagliata e contraria alle loro caratteristiche etologiche.

D'altra parte, chi difende tali strutture risponde che la condizione di tutela per animali a rischio di estinzione non può essere abbandonata, così come la ricerca scientifica portata avanti nei bioparchi. Le associazioni professionali di riferimento (come l'UIZA per l'Italia o l'EAZA per l'Europa) si sforzano nel realizzare linee-guida per gli zoo in modo da poter soddisfare le esigenze biologiche degli animali ospitati. Gli zoo assolvono anche a una funzione sociale, garantendo, specialmente nei grandi centri urbani, un contatto diretto con una piccola parte della natura e della biodiversità.

## Videogiochi
Sono stati sviluppati numerosi videogiochi a tema, di cui i più importanti sono di tipo gestionale, in particolare l'arcade Zoo Keeper nel 1982, le serie di Zoo Tycoon e Wildlife Park, nonché Zoo Hospital e Planet Zoo. A questi seguono in tempi più recenti molti videogiochi mobile presenti su App Store e Google Play, la maggior parte dei quali sono online e free-to-play.